# Johann Theobald Christ

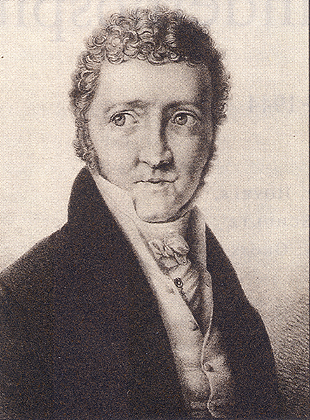
Johann Theobald Christ, Kinderarzt und Mäzen in Frankfurt am Main

Johann Theobald Christ (* 25. Mai 1777 in Frankfurt am Main; † 11. August 1841 ebenda) war ein deutscher Arzt und Mäzen.

## Lebensweg
Christ wurde als Sohn des Kantors der Frankfurter Sankt-Katharinen-Kirche Johann Balthasar Christ geboren. Er wuchs in einer Zeit auf, als es noch nicht selbstverständlich war, dass kranke Kinder aus armen Familien eine medizinische Versorgung erhielten. Der christlich erzogene Johann Theobald studierte an der Philipps-Universität Marburg zunächst Jura, entschied sich dann jedoch dafür Arzt zu werden, studierte Medizin und promovierte 1802. Im gleichen Jahr wurde er in Frankfurt am Main als Arzt zugelassen. Er praktizierte sehr erfolgreich, war äußerst beschäftigt und machte sich auch als einer der von den Frankfurtern am meisten frequentierten Geburtshelfer einen Namen. In Kursen mit theoretischen und praktischen Unterrichtseinheiten bildete er Hebammen aus. Er besaß einen außerordentlich guten Ruf und war sehr beliebt. Christ wird als sehr kinderlieb beschrieben. Er blieb unverheiratet und kinderlos. Sein Haus, in dem er auch praktizierte, stand an der Ecke Theobald Straße/Hanauer Landstraße.
Der engagierte Mediziner litt mit zunehmendem Alter an einem durch seinen Beruf verursachten Rückenmarksleiden, das ihn zuletzt an den Rollstuhl band.
Auf Anregung seines Freundes, des Arztes und Geheimen Nassauischen Hofrates Salomon Stiebel, verfügte Christ im Jahr 1835 für die Zeit nach seinem Tod, dass sein Nachlass in Höhe von 150.000 Gulden für „arme und kranke Kinder zwischen 4 und 12 Jahren“ aller Konfessionen und für die Errichtung eines „für sich bestehenden Krankenhauses“ sowie – soweit mit seinen Mitteln möglich – einer angeschlossenen Entbindungsanstalt verwendet werden sollte. Die Entbindungsanstalt war seiner Verfügung zufolge für „arme im hiesigen Bürger- und Heimathrecht stehende Frauenspersonen“ gedacht. Nach Christs Ableben übernahm es Salomon Stiebel, das Vermächtnis in die Tat zu setzen.

## Dr. Christ’sche Stiftung

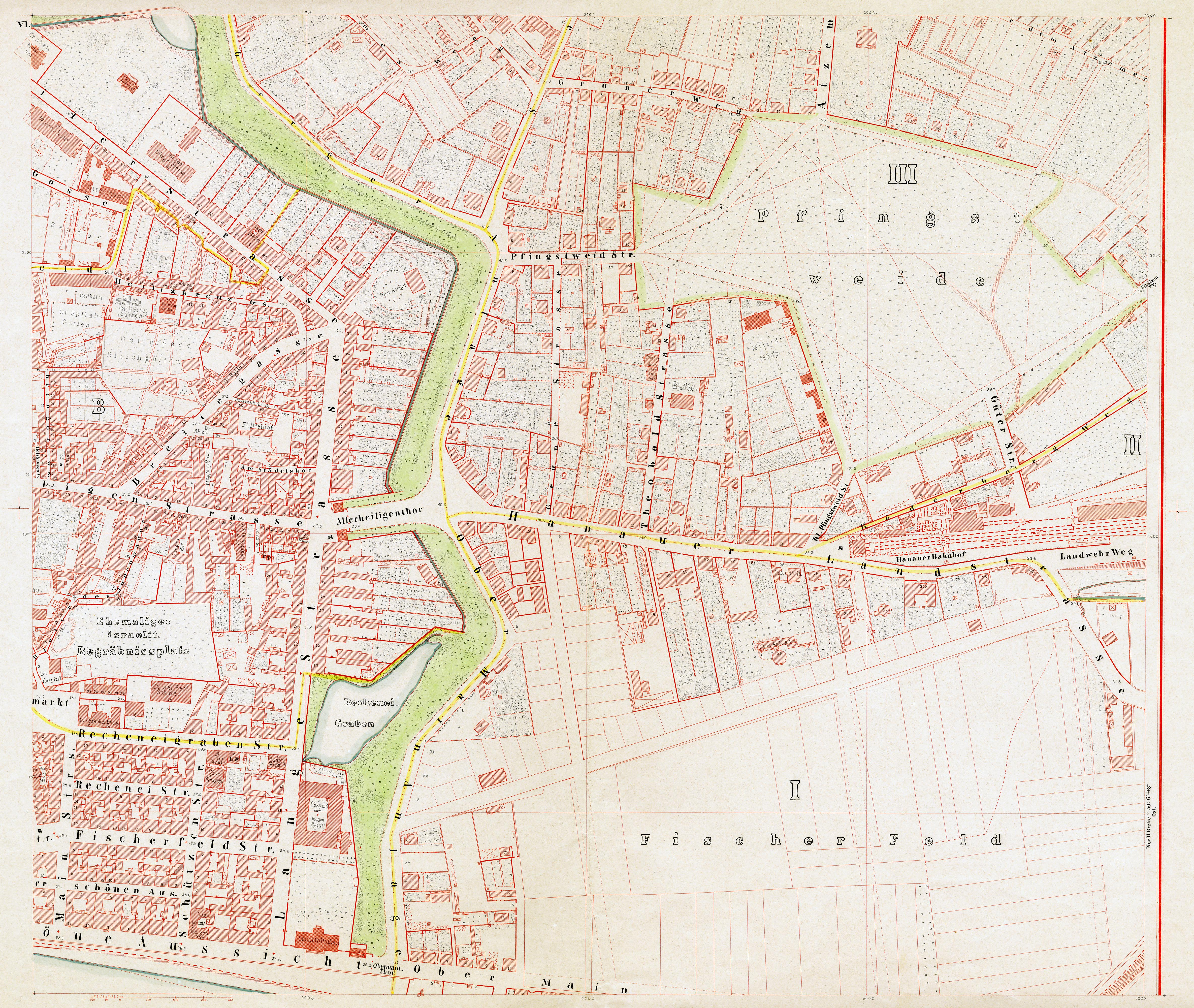
1861: Christs Kinderhospital in der Theobald Straße nördlich der Hanauer Landstraße

Zwei Jahre nach seinem Tod, am 13. August 1843, kam es zur Grundsteinlegung für die neue Institution, die am 14. Januar 1845 als Christs Kinderhospital eröffnet und bald von den Frankfurtern „Spitälchen“ genannt wurde. Es lag östlich des Anlagenrings, auf der östlichen Seite der nach ihm benannten Theobald Straße (heute: Theobald-Christ-Straße), nahe der Pfingstweide, einer vom Frankfurter Linienbataillon als Exerziergelände genutzten Grünanlage.
Christs Nachlass wurde in der Folge durch großzügige Zustiftungen bekannter Frankfurter Bürger und Institutionen um solche Beträge ergänzt, die nicht nur den dauerhaften Betrieb des Kinderhospitals ermöglichten, sondern später auch die von ihm verfügte unmittelbar angrenzende Entbindungsanstalt zu errichten. Zudem entstand ein weiteres Kinderkrankenhaus auf der anderen Seite des Mains im Stadtteil Sachsenhausen.
Das Areal von Christs Kinderhospital wird bis heute genutzt, inzwischen durch das Clementine Kinderhospital.

## Ehrungen
- Der der Stadt Frankfurt am Main zweckgebunden übereignete Nachlass von Johann Theobald Christ wurde als Dr. Christ’sche Stiftung benannt.
- Die Stadt Frankfurt am Main benannte die Theobald Straße nach ihm, die heutige Theobald-Christ-Straße im Stadtteil Ostend.

## Werke
- Johann Theobald Christ: De conceptione tubaria. Litteris Bayrhofferi, Acad. Typogr. 1802